# Atletica leggera ai Giochi della XXIX Olimpiade - 800 metri piani femminili

Video della Finale

Ai Giochi della XXIX Olimpiade, tenutisi a Pechino nel 2008, la competizione degli 800 metri piani femminili si è svolta dal 15 al 18 agosto presso lo Stadio nazionale di Pechino.

## Presenze ed assenze delle campionesse in carica
| Competizione         | Atleta             | Prestazione | Pechino 2008 |
| -------------------- | ------------------ | ----------- | ------------ |
| Olimpiadi 2004       | Kelly Holmes       | 1'56”38     | Rit. 2005    |
| Commonwealth 2006    | Janeth Jepkosgei   | 1'57”88     | Presente     |
| Europei 2006         | Ol'ga Kotljarova   | 1'57”38     | Non selez.   |
| Coppa del mondo 2006 | Zulia Calatayud    | 2'00”06     | Presente     |
| Asiatici 2006        | Maryam Yusuf Jamal | 2'01”79     | Solo 1500 m  |
| Panamericani 2007    | Diane Cummins      | 1'59”75     | Assente      |
| Africani 2007        | Leonor Piuza       | 2'02”83     | Non qual.    |
| Mondiali 2007        | Janeth Jepkosgei   | 1'56”04     | Presente     |
|                      |                    |             |              |
| Mondiali junior 2004 | Natallia Kareiva   | 2'01”47     | Assente      |

1. ↑  Sotto la bandiera di Cuba.

## Gara
L'esperta mozambicana Maria Mutola è alla sua sesta partecipazione ai Giochi olimpici (la sua prima apparizione risale al 1988 a Seul, quando era appena sedicenne). Il regolamento prevede 3 semifinali: bisogna arrivare tra le prime due per garantirsi l'accesso in finale. Le favorite non sbagliano. Il miglior tempo è di Janeth Jepkosgei: 1'57"28 (miglior tempo dell'anno). Maria Mutola conquista la sua quinta finale olimpica. Quattro atlete rimangono escluse pur correndo in 1'58".
In finale si allineano alla partenza 4 africane, 3 europee e una giamaicana. Ci si aspetta una corsa tutta in testa di Pamela Jelimo. E così è: la keniota parte ad alto ritmo, ma la connazionale Jepkosgei la sorprende e balza in testa. La Jelimo non ci sta e si incolla dietro la capolista. I primi 400 metri vengono coperti in uno stupefacente 55"41. Sul rettilineo opposto a quello d'arrivo la Jelimo rompe gli indugi e passa in testa (1'24"03). Dietro di lei sono la Jepkosgei e Maria Mutola. La Jelimo continua a spingere senza posa e giunge al traguardo in un incredibile 1'54"87. Ha coperto gli ultimi 200 metri in 30"84. Era dai Giochi di Mosca 1980 che non si vedevano tempi inferiori a 1'55" alle Olimpiadi.
La prudente Hasna Benhassi vede premiata la sua distribuzione dello sforzo giungendo terza. Maria Mutola termina la sua avventura olimpica con un onorevole quinto posto.

## Batterie
Venerdi 15 agosto.
Si qualificano per le semifinali le prime 3 classificate di ogni batteria. Vengono ripescati i 6 migliori tempi delle escluse.

### 1ª Batteria
Ore 11:10.

| Pos | Corsia | Atleta           | Paese         | Tempo   | Note |
| --- | ------ | ---------------- | ------------- | ------- | ---- |
| 1   | 3      | Svetlana Kljuka  | Russia        | 2'01”67 | Q    |
| 2   | 4      | Rosibel Garcia   | Colombia      | 2'01”98 | Q    |
| 3   | 8      | Anna Rostkowska  | Polonia       | 2'02”11 | Q    |
| 4   | 5      | Jemma Simpson    | Gran Bretagna | 2'02”16 |      |
| 5   | 7      | Agnes Samaria    | Namibia       | 2'02”18 |      |
| 6   | 6      | Madeleine Pape   | Australia     | 2'03”09 |      |
| 7   | 2      | Baraah Awadallah | Giordania     | 2'18”41 |      |

### 2ª Batteria
Ore 11:18.

| Pos | Corsia | Atleta              | Paese          | Tempo   | Note |
| --- | ------ | ------------------- | -------------- | ------- | ---- |
| 1   | 3      | Julija Krevsun      | Ucraina        | 2'00”21 | Q    |
| 2   | 2      | Tat'jana Andrianova | Russia         | 2'00”31 | Q    |
| 3   | 6      | Jennifer Meadows    | Gran Bretagna  | 2'00”33 | Q    |
| 4   | 7      | Sviatlana Usovich   | Bielorussia    | 2'00”42 | q    |
| 5   | 5      | Marian Burnett      | Guyana         | 2'02”02 |      |
| 6   | 8      | Alice Schmidt       | Stati Uniti    | 2'02”33 |      |
| 7   | 4      | Haley Nicole Nemra  | Isole Marshall | 2'18”83 |      |

### 3ª Batteria
Ore 11:26.

| Pos | Corsia | Atleta           | Paese     | Tempo   | Note |
| --- | ------ | ---------------- | --------- | ------- | ---- |
| 1   | 8      | Pamela Jelimo    | Kenya     | 2'03”18 | Q    |
| 2   | 7      | Kenia Sinclair   | Giamaica  | 2'03”76 | Q    |
| 3   | 6      | Elodie Guegan    | Francia   | 2'03”85 | Q    |
| 4   | 5      | Merve Aydın      | Turchia   | 2'04”75 |      |
| 5   | 3      | Annabelle Lascar | Mauritius | 2'06”11 | RP   |
| 6   | 2      | Vanja Perisic    | Croazia   | 2'06”82 |      |
| 7   | 4      | Marcela Britos   | Uruguay   | 2'08”98 |      |

### 4ª Batteria
Ore 11:34.

| Pos | Corsia | Atleta                | Paese              | Tempo   | Note  |
| --- | ------ | --------------------- | ------------------ | ------- | ----- |
| 1   | 4      | Maria Mutola          | Mozambico          | 1'58”91 | Q     |
| 2   | 8      | Marilyn Okoro         | Gran Bretagna      | 1'59”01 | Q     |
| 3   | 3      | Lucia Klocová         | Slovacchia         | 1'59”42 | Q     |
| 4   | 7      | Tamsyn Lewis          | Australia          | 1'59”67 | q     |
| 5   | 5      | Neisha Bernard-thomas | Grenada            | 2'00”09 | q, RN |
| 6   | 2      | Emilia Mikue Ondo     | Guinea Equatoriale | 2'20”69 |       |
| 7   | 6      | Nicole Teter          | Stati Uniti        | Rit.    |       |

### 5ª Batteria
Ore 11:40.

| Pos | Corsia | Atleta               | Paese       | Tempo   | Note  |
| --- | ------ | -------------------- | ----------- | ------- | ----- |
| 1   | 8      | Zulia Calatayud      | Cuba        | 2'00”34 | Q     |
| 2   | 3      | Hasna Benhassi       | Marocco     | 2'00”51 | Q     |
| 3   | 5      | Ekaterina Kosteckaja | Russia      | 2'00”54 | Q     |
| 4   | 4      | Olga Cristea         | Moldavia    | 2'00”59 | q, RP |
| 5   | 2      | Hazel Clark-Riley    | Stati Uniti | 2'01”59 |       |
| 6   | 7      | Mihaela Neacsu       | Romania     | 2'03”03 |       |
| 7   | 6      | Aishath Reesha       | Maldive     | 2'30”14 | RP    |

### 6ª Batteria
Ore 11:48.

| Pos | Corsia | Atleta                     | Paese              | Tempo   | Note                |
| --- | ------ | -------------------------- | ------------------ | ------- | ------------------- |
| 1   | 8      | Janeth Jepkosgei Busienei  | Kenya              | 1'59”72 | Q                   |
| 2   | 2      | Tetiana Petliuk            | Ucraina            | 2'00”00 | Q                   |
| 3   | 5      | Brigita Langerholc         | Slovenia           | 2'00”13 | Q                   |
| 4   | 3      | Eglė Balčiūnaitė           | Lituania           | 2'00”15 | q, RP               |
| 5   | 6      | Elisa Cusma                | Italia             | 2'00”24 | q                   |
| 6   | 4      | Carmo Tavares              | Portogallo         | 2'01”91 |                     |
|     | 7      | Mireille Derebona-ngaisset | Rep. Centrafricana | Squal.  | Invasione di corsia |

### Graduatoria Batterie
| Pos | Batteria | Corsia | Atleta                     | Paese              | Tempo   | Note                |
| --- | -------- | ------ | -------------------------- | ------------------ | ------- | ------------------- |
| 1   | 4        | 4      | Maria Mutola               | Mozambico          | 1'58”91 | Q                   |
| 2   | 4        | 8      | Marilyn Okoro              | Gran Bretagna      | 1'59”01 | Q                   |
| 3   | 4        | 3      | Lucia Klocová              | Slovacchia         | 1'59”42 | Q                   |
| 4   | 4        | 7      | Tamsyn Lewis               | Australia          | 1'59”67 | q                   |
| 5   | 6        | 8      | Janeth Jepkosgei Busienei  | Kenya              | 1'59”72 | Q                   |
| 6   | 6        | 2      | Tetiana Petliuk            | Ucraina            | 2'00”00 | Q                   |
| 7   | 4        | 5      | Neisha Bernard-thomas      | Grenada            | 2'00”09 | q, RN               |
| 8   | 6        | 5      | Brigita Langerholc         | Slovenia           | 2'00”13 | Q                   |
| 9   | 6        | 3      | Eglė Balčiūnaitė           | Lituania           | 2'00”15 | q, RP               |
| 10  | 2        | 3      | Julija Krevsun             | Ucraina            | 2'00”21 | Q                   |
| 11  | 6        | 6      | Elisa Cusma                | Italia             | 2'00”24 | q                   |
| 12  | 2        | 2      | Tat'jana Andrianova        | Russia             | 2'00”31 | Q                   |
| 13  | 2        | 6      | Jennifer Meadows           | Gran Bretagna      | 2'00”33 | Q                   |
| 14  | 5        | 8      | Zulia Calatayud            | Cuba               | 2'00”34 | Q                   |
| 15  | 2        | 7      | Sviatlana Usovich          | Bielorussia        | 2'00”42 | q                   |
| 16  | 5        | 3      | Hasna Benhassi             | Marocco            | 2'00”51 | Q                   |
| 17  | 5        | 5      | Ekaterina Kosteckaja       | Russia             | 2'00”54 | Q                   |
| 18  | 5        | 4      | Olga Cristea               | Moldavia           | 2'00”59 | q, RP               |
| 19  | 5        | 2      | Hazel Clark-Riley          | Stati Uniti        | 2'01”59 |                     |
| 20  | 1        | 3      | Svetlana Kljuka            | Russia             | 2'01”67 | Q                   |
| 21  | 6        | 4      | Carmo Tavares              | Portogallo         | 2'01”91 |                     |
| 22  | 1        | 4      | Rosibel Garcia             | Colombia           | 2'01”98 | Q                   |
| 23  | 2        | 5      | Marian Burnett             | Guyana             | 2'02”02 |                     |
| 24  | 1        | 8      | Anna Rostkowska            | Polonia            | 2'02”11 | Q                   |
| 25  | 1        | 5      | Jemma Simpson              | Gran Bretagna      | 2'02”16 |                     |
| 26  | 1        | 7      | Agnes Samaria              | Namibia            | 2'02”18 |                     |
| 27  | 2        | 8      | Alice Schmidt              | Stati Uniti        | 2'02”33 |                     |
| 28  | 5        | 7      | Mihaela Neacsu             | Romania            | 2'03”03 |                     |
| 29  | 1        | 6      | Madeleine Pape             | Australia          | 2'03”09 |                     |
| 30  | 3        | 8      | Pamela Jelimo              | Kenya              | 2'03”18 | Q                   |
| 31  | 3        | 7      | Kenia Sinclair             | Giamaica           | 2'03”76 | Q                   |
| 32  | 3        | 6      | Elodie Guegan              | Francia            | 2'03”85 | Q                   |
| 33  | 3        | 5      | Merve Aydın                | Turchia            | 2'04”75 |                     |
| 34  | 3        | 3      | Annabelle Lascar           | Mauritius          | 2'06”11 | RP                  |
| 35  | 3        | 2      | Vanja Perisic              | Croazia            | 2'06”82 |                     |
| 36  | 3        | 4      | Marcela Britos             | Uruguay            | 2'08”98 |                     |
| 37  | 1        | 2      | Baraah Awadallah           | Giordania          | 2'18”41 |                     |
| 38  | 2        | 4      | Haley Nicole Nemra         | Isole Marshall     | 2'18”83 |                     |
| 39  | 4        | 2      | Emilia Mikue Ondo          | Guinea Equatoriale | 2'20”69 |                     |
| 40  | 5        | 6      | Aishath Reesha             | Maldive            | 2'30”14 | RP                  |
| 41  | 4        | 6      | Nicole Teter               | Stati Uniti        | Rit.    |                     |
| 42  | 6        | 7      | Mireille Derebona-ngaisset | Rep. Centrafricana | Squal.  | Invasione di corsia |

Legenda:
- Q = Qualificata per le semifinali;
- q = Ripescata per le semifinali;
- RN = Record nazionale;
- RP = Record personale;
- NP = Non partita;
- Rit. = Ritirata.
- Squal. = Squalificata.

## Semifinali
Sabato 16 agosto.

Si qualificano per la finale le prime 2 classificate di ogni batteria. Vengono ripescati i 2 migliori tempi delle escluse.

### 1ª Semifinale
Ore 19:30.

| Pos | Corsia | Atleta                 | Paese         | Tempo   | Note |
| --- | ------ | ---------------------- | ------------- | ------- | ---- |
| 1   | 4      | Svetlana Kljuka        | Russia        | 1'58"31 | Q    |
| 2   | 5      | Maria de Lurdes Mutola | Mozambico     | 1'58"61 | Q    |
| 3   | 6      | Lucia Klocová          | Slovacchia    | 1'58"80 | .    |
| 4   | 8      | Tetiana Petlyuk        | Ucraina       | 1'59"27 | .    |
| 5   | 2      | Rosibel García         | Colombia      | 1'59"38 | RN   |
| 6   | 7      | Marilyn Okoro          | Gran Bretagna | 1'59"53 | .    |
| 7   | 3      | Brigita Langerholc     | Slovenia      | 2'00"00 | .    |
| 8   | 9      | Tamsyn Lewis           | Australia     | 2'01"41 | .    |

### 2ª Semifinale
Ore .

| Pos | Corsia | Atleta               | Paese         | Tempo   | Note |
| --- | ------ | -------------------- | ------------- | ------- | ---- |
| 1   | 4      | Pamela Jelimo        | Kenya         | 1'57"31 | Q    |
| 2   | 6      | Hasna Benhassi       | Marocco       | 1'58"03 | Q    |
| 3   | 7      | Ekaterina Kosteckaja | Russia        | 1'58"33 | .    |
| 4   | 8      | Zulia Calatayud      | Cuba          | 1'58"78 | .    |
| 5   | 5      | Anna Rostkowska      | Polonia       | 1'58"84 | .    |
| 6   | 9      | Jennifer Meadows     | Gran Bretagna | 1'59"43 | .    |
| 7   | 3      | Eglė Balčiūnaitė     | Lituania      | 2'02"59 | .    |
| 8   | 2      | Sviatlana Usovich    | Bielorussia   | 2'02"79 | .    |

### 3ª Semifinale
Ore .

| # | Corsia | Atleta                | Nazionalità | Tempo   | Note  |
| - | ------ | --------------------- | ----------- | ------- | ----- |
| 1 | 6      | Janeth Jepkosgei      | Kenya       | 1'57"28 | Q     |
| 2 | 5      | Julija Krevsun        | Ucraina     | 1'57"32 | Q, RP |
| 3 | 4      | Tat'jana Andrianova   | Russia      | 1'58"16 | q     |
| 4 | 8      | Kenia Sinclair        | Giamaica    | 1'58"28 | q     |
| 5 | 9      | Elisa Cusma           | Italia      | 1'59"52 | .     |
| 6 | 2      | Olga Cristea          | Moldavia    | 2'00"12 | RP    |
| 7 | 3      | Neisha Bernard-Thomas | Grenada     | 2'01"84 | .     |
|   | 7      | Élodie Guégan         | Francia     | Rit.    |       |

### Graduatoria Semifinali
| Batteria | Corsia | Atleta                 | Nazionalità   | Tempo   | Note  |
| -------- | ------ | ---------------------- | ------------- | ------- | ----- |
| 3        | 6      | Janeth Jepkosgei       | Kenya         | 1'57"28 | Q     |
| 2        | 4      | Pamela Jelimo          | Kenya         | 1'57"31 | Q     |
| 3        | 5      | Julija Krevsun         | Ucraina       | 1'57"32 | Q, RP |
| 2        | 6      | Hasna Benhassi         | Marocco       | 1'58"03 | Q     |
| 4        | 4      | Tat'jana Andrianova    | Russia        | 1'58"16 | q     |
| 4        | 8      | Kenia Sinclair         | Giamaica      | 1'58"28 | q     |
| 1        | 4      | Svetlana Kljuka        | Russia        | 1'58"31 | Q     |
| 2        | 7      | Ekaterina Kosteckaja   | Russia        | 1'58"33 |       |
| 1        | 5      | Maria de Lurdes Mutola | Mozambico     | 1'58"61 | Q     |
| 2        | 8      | Zulia Calatayud        | Cuba          | 1'58"78 |       |
| 1        | 6      | Lucia Klocová          | Slovacchia    | 1'58"80 |       |
| 2        | 5      | Anna Rostkowska        | Polonia       | 1'58"84 |       |
| 1        | 8      | Tetiana Petlyuk        | Ucraina       | 1'59"27 |       |
| 1        | 2      | Rosibel García         | Colombia      | 1'59"38 | RN    |
| 2        | 9      | Jennifer Meadows       | Gran Bretagna | 1'59"43 |       |
| 3        | 9      | Elisa Cusma Piccione   | Italia        | 1'59"52 |       |
| 1        | 7      | Marilyn Okoro          | Gran Bretagna | 1'59"53 |       |
| 1        | 3      | Brigita Langerholc     | Slovenia      | 2'00"00 |       |
| 3        | 2      | Olga Cristea           | Moldavia      | 2'00"12 | RP    |
| 1        | 9      | Tamsyn Lewis           | Australia     | 2'01"41 |       |
| 3        | 3      | Neisha Bernard-Thomas  | Grenada       | 2'01"84 |       |
| 2        | 3      | Eglė Balčiūnaitė       | Lituania      | 2'02"59 |       |
| 2        | 2      | Sviatlana Usovich      | Bielorussia   | 2'02"79 |       |
| 3        | 7      | Élodie Guégan          | Francia       | Rit.    |       |

- Q = Qualificata per la finale;
- q = Ripescata per la finale;
- RN = Record nazionale;
- RP = Record personale;
- NP = Non partita;
- Rit. = Ritirata.

## Finale
Lunedì 18 agosto, ore 21:35. Stadio Nazionale di Pechino.
| Pos | Corsia | Atleta                 | Paese     | Tempo   | Note |
| --- | ------ | ---------------------- | --------- | ------- | ---- |
|     | 4      | Pamela Jelimo          | Kenya     | 1'54"87 | RMJ  |
|     | 7      | Janeth Jepkosgei       | Kenya     | 1'56"07 |      |
|     | 8      | Hasna Benhassi         | Marocco   | 1'56"73 |      |
| 4   | 6      | Svetlana Kljuka        | Russia    | 1'56"94 |      |
| 5   | 2      | Maria de Lurdes Mutola | Mozambico | 1'57"68 |      |
| 6   | 3      | Kenia Sinclair         | Giamaica  | 1'58"24 |      |
| 7   | 9      | Julija Krevsun         | Ucraina   | 1'58"73 |      |
| 8   | 5      | Tat'jana Andrianova    | Russia    | 2'02"63 |      |

Pamela Jelimo è la prima donna keniota a vincere un titolo olimpico in atletica leggera.

Il suo tempo rappresenta la quinta prestazione mondiale di tutti i tempi.
Legenda:
- RM = record del mondo
- RMJ = record del mondo juniores
- Rit. = Ritirato
- NP = Non Partito